# Lo dejo en tus manos
Lo dejo en tus manos es el tercer álbum del músico peruano Diego Dibós, el cual fue presentado en vivo en un Céntrico Comercial de Lima Norte. El primer tema que lanzó fue la canción "Lo dejo en tus manos" el cual rápidamente empezó a tener difusión en la radios locales. Además este tema fue incluido en la popular serie de televisión peruana Al fondo hay sitio.

## Lista de canciones
1. Lo dejo en tus manos
2. Es natural
3. Cada segundo más
4. Diez minutos
5. Esta batalla
6. Nuestra promesa
7. Después de besarte
8. Para amarnos más
9. Voy a estar contigo
10. No te puedo dejar de amar